# Huayna Potosí

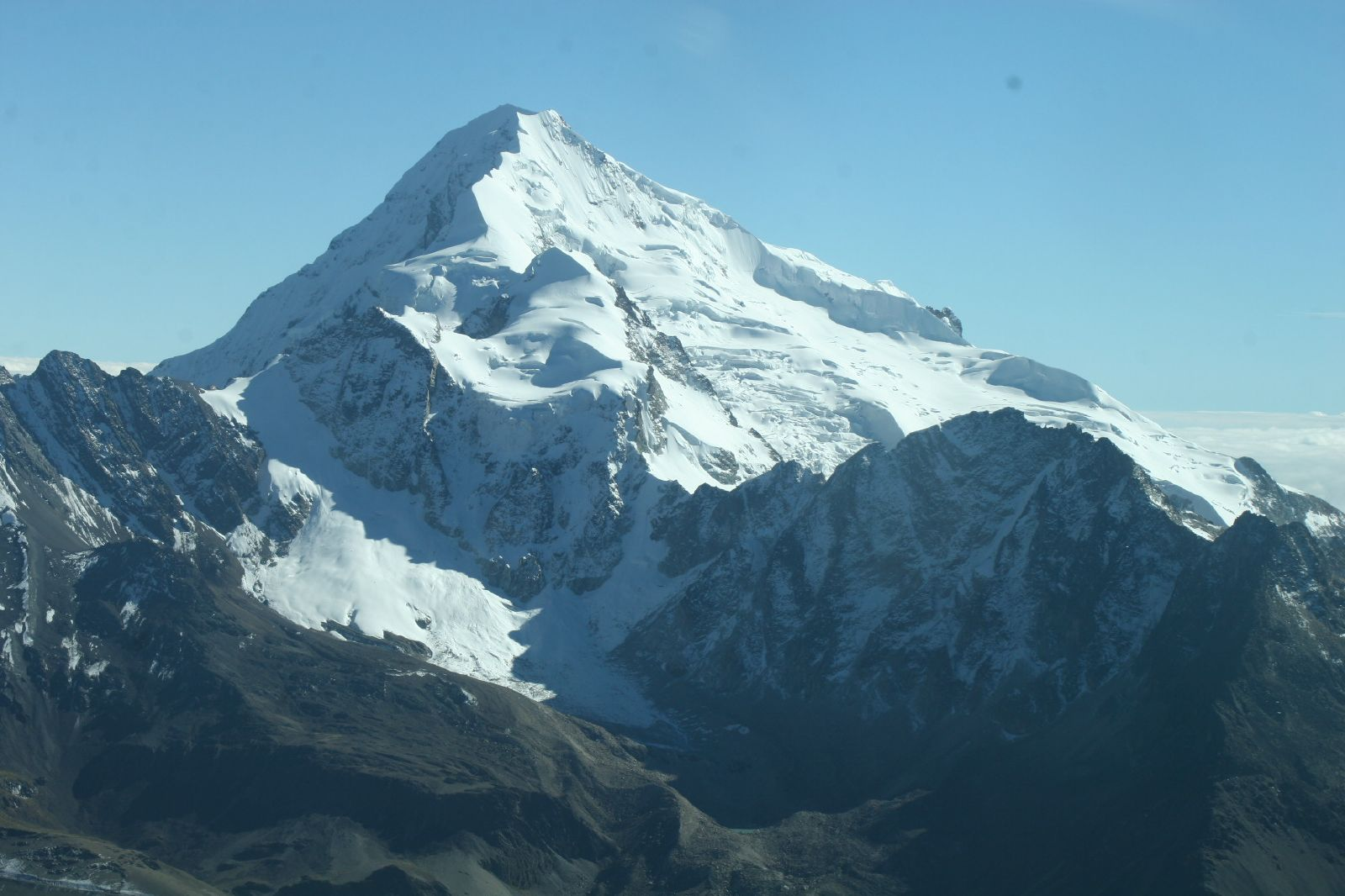

L'Huayna Potosí (6.088 msnm.), que en aimara significa "Turó Jove" (huayna=jove; potosí=turó) està situat a 25km de La Paz, i, gràcies a la seva proximitat i a la seva assequible ruta normal, és una de les muntanyes més concorregudes de la Serralada Real. Objectiu per a muntanyers que cerquen ascendir un cim de 6.000msnm per una ruta curta i fàcil, o per a alpinistes i escaladors que cerquen belles i tècniques rutes en les seves cares oest i nord-oest, l'Huayna Potosí no deixa indiferent cap dels visitants d'aquesta regió andina.
Aquest imposant massís s'alça monolíticament en roca, gel i neu, i ha estat escalat pràcticament per totes les seves cares. Fou conquerit per primer cop el 1919 pels alemanys R. Dients i O. Lohse, qui trepitjaren el seu cim sud. Tanmateix, el 1877 un grup de quatre alpinistes alemanys varen morir-hi en l'intent. Avui, com ahir, les condicions climàtiques i de terreny sempre foren una barrera natural per als muntanyers que volen coronar-se en el seu cim, però les condicions actuals del nevat han canviat a causa de l'escalfament global, els glaciars han retrocedit i el que fa una dècada es considerava com un ascens fàcil, avui l'esquerdament dels seus glaciars i parets més verticals fan que la seva conquesta sigui més tècnica i dificultosa.